# Sunrise/Sunset ～LOVE is ALL～
Sunrise / Sunset ～LOVE is ALL～ é o quadragésimo sexto single da cantora japonesa Ayumi Hamasaki lançado dia 12 de Agosto de 2009. A música "Sunrise ～LOVE is ALL～" é usada no anúncio da câmera digital da Panasonic Lumix FX-60, e a música "Sunset ～LOVE is ALL～" é usada como tema da novela japonesa Daddy Dandy?. O single estreou em 1º na Oricon semanal e se tornou seu quadragésimo quarto single a estreiar no Top 10 da Oricon, fazendo dela a primeira artista a ter 44 singles no Top 10 na história da Oricon. O single tornou-se seu vigésimo primeiro a estrear consecutivamente na posição número um na tabela semanal da Oricon desde seu single "Free & Easy" lançado em 2002.
O single foi certificado Ouro pela RIAJ, por vender mais de 100,000 cópias.

## Vídeos Clips
Os vídeos clips de Sunrise e Sunset foram filmados em uma torre de passeios na baía da prefeitura de Chiba,. Esta torre, o Futtsu-Misaki, é uma estrutura de 100 anos de comemoração para o final do período Meiji (1868). Os membros do TeamAyu (clube de fãs oficial Hamasaki) fazem parte da platéia dos clips. Quase 1.000 pessoas se inscreveram para participar, e cerca de 300 deles foram selecionados.

## Faixas
Todas as letras escritas por Ayumi Hamasaki. 
| CD  |                                                                         |                |                |         |  |
| N.º | Título                                                                  | Música         | Arreglistas(s) | Duração |  |
| 1.  | "Sunrise ～LOVE is ALL～ (Original Mix)"                                | Hana Nishimura | CMJK           | 4:49    |  |
| 2.  | "Sunset ～LOVE is ALL～ (Original Mix)"                                 | Hana Nishimura | Yuta Nakano    | 5:47    |  |
| 3.  | ""fairyland-glitter-BLUE BIRD-Greatful days-July 1st" Mega-Mash-Up-Mix" |                |                | 7:44    |  |
| 4.  | "Sunrise ～LOVE is ALL～ -Instrumental-"                                | Hana Nishimura | CMJK           | 4:49    |  |
| 5.  | "Sunset ～LOVE is ALL～ -Instrumental-"                                 | Hana Nishimura | Yuta Nakano    | 5:43    |  |

| DVD |                                        |         |  |
| N.º | Título                                 | Duração |  |
| 1.  | "Sunrise ～LOVE is ALL～ (Vídeo Clip)" | 4:52    |  |
| 2.  | "Sunset ～LOVE is ALL～ (Vídeo Clip)"  | 5:44    |  |
| 3.  | "Sunrise ～LOVE is ALL～ (Making-of)"  | 4:43    |  |

## Oricon & Vendas
| Parada                           | Posição | Total de Vendas | Semanas |
| -------------------------------- | ------- | --------------- | ------- |
| Oricon Parada Diária de Singles  | 1       | 110,169         | 5       |
| Oricon Parada Semanal de Singles | 1       | 110,169         | 5       |
| Oricon Parada Mensal de Singles  | 4       | 110,169         | 5       |
| Oricon Parada Anual de Singles   | 50      | 110,169         | 5       |

## Billboard Japão
| Parada                            | Melhor Posição |
| --------------------------------- | -------------- |
| Billboard Hot 100 Japão           | 2              |
| Japão Billboard Hot Singles Sales | 2              |